# Flip

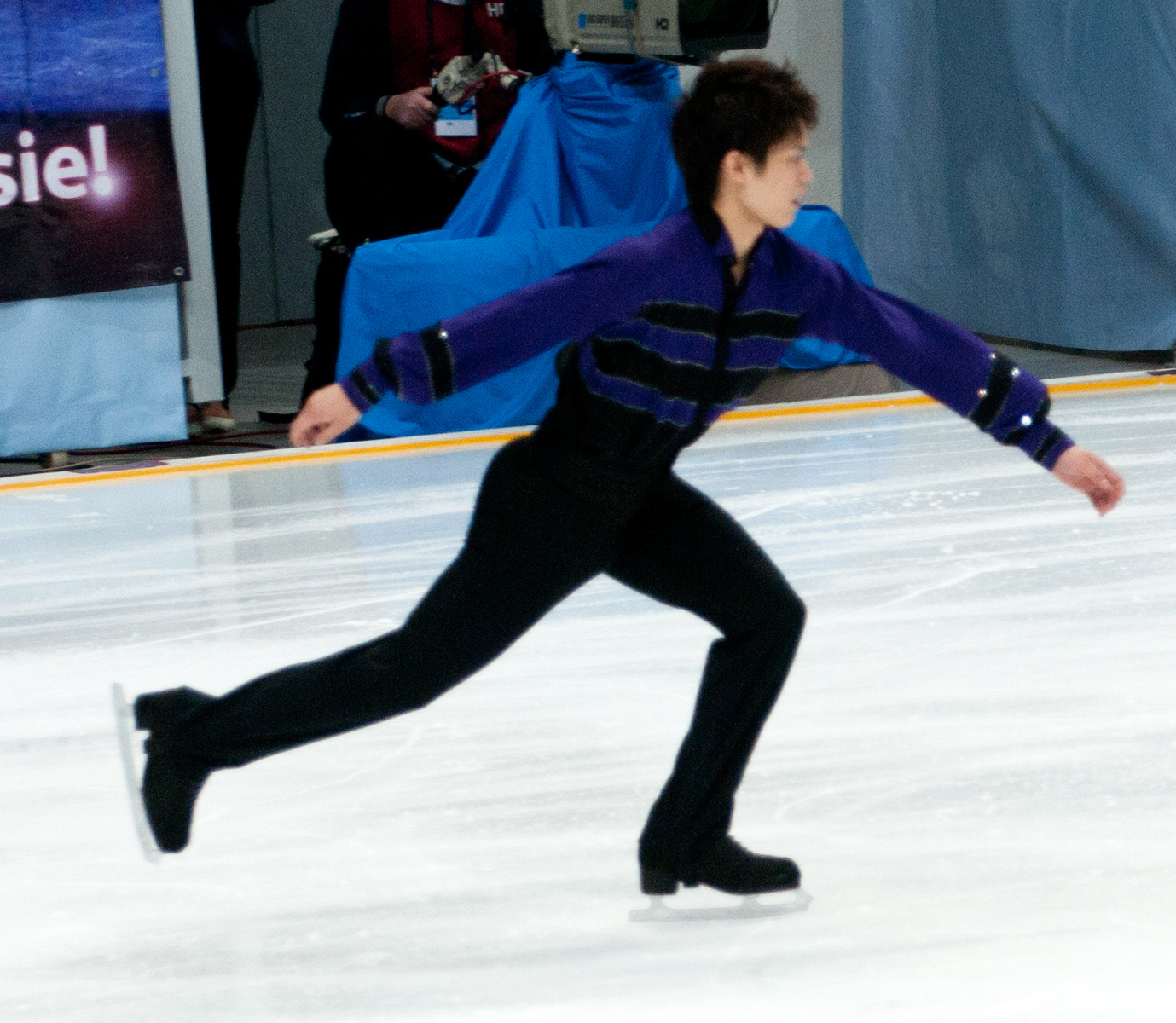
Příprava na skok flip: Takahiko Kozuka, Mistrovství světa v krasobruslení 2011

Flip je krasobruslařský skok, vlastně odpíchnutý salchow. Tento skok má rotaci 360°. Důležité je odrazem čili odpíchnutím nabrat co největší výšku, dopad je na přední část brusle v hodně velkém podřepu a s vodorovným držením paží. Druhá noha je zanožená, špička míří ven. Od lutze se liší tím, že se bruslař odráží z vnitřní strany brusle.